# Topologie de la droite réelle

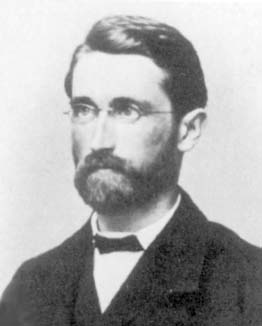
Richard Dedekind (1831 - 1916) a défini rigoureusement les nombres réels et posé les bases de leur étude topologique.

La topologie de la droite réelle (ou topologie usuelle de R) est une structure mathématique qui donne, pour l'ensemble des nombres réels, des définitions précises aux notions de limite et de continuité.
Historiquement, ces notions se sont développées autour de la notion de nombre (approcher des nombres comme la racine carrée de deux ou pi par d'autres plus « maniables ») et de la géométrie de la droite (à laquelle l'espace topologique des nombres réels peut être assimilé), du plan et de l'espace usuels. De ces études ont été extraits les axiomes permettant de définir ce qu'est un espace topologique. La théorie axiomatique de la topologie étant établie, l'espace topologique des nombres réels n'est plus qu'un exemple, parmi de nombreux autres, de groupe topologique. Il existe donc essentiellement deux manières de présenter la topologie usuelle de l'ensemble des nombres réels :
- partir des propriétés de l'ensemble des nombres réels pour définir les objets de la topologie ;
- partir des axiomes de la topologie générale et les appliquer à l'ensemble des nombres réels.

Les deux s'appuient sur la construction des nombres réels par complétion de l'ensemble des nombres rationnels.
La topologie de la droite réelle est une topologie de l'ordre et l'ensemble des nombres réels est un corps topologique, ce qui signifie que les notions de limite et de continuité sont compatibles avec l'ordre et les opérations usuelles (addition, soustraction, multiplication et division autre que la division par zéro).
Les sous-ensembles de R qui jouent un rôle essentiel pour la topologie sont d'une part l'ensemble des nombres rationnels, sur lequel R est construit, et d'autre part les intervalles, sur lesquels la topologie est construite.

L'ensemble des nombres réels est généralement représenté par une droite graduée, d'où l'expression de droite réelle.

## Construction et topologie de la droite réelle

### Insuffisance et complétion des nombres rationnels

Si le côté de ce carré a pour longueur 2, alors sa diagonale mesure 2√2 et le disque possède une aire égale à π. Ces deux derniers nombres sont irrationnels.

L'ensemble des nombres rationnels, noté Q, est un corps, ce qui signifie qu'il possède beaucoup de « bonnes » propriétés algébriques : si on effectue l'addition, la multiplication, la soustraction ou la division de deux nombres rationnels, on obtient un autre nombre rationnel. De plus, il est totalement ordonné : de deux nombres rationnels donnés, l'un est toujours inférieur à l'autre. Ces propriétés sont compatibles entre elles, ainsi, pour trois nombres rationnels x, y et a quelconques,
si x ≤ y, alors x+a ≤  y+a
et
si x ≤  y et a > 0, alors a x ≤  a y.
Mais Q est insuffisant du point de vue topologique, c'est-à-dire pour ce qui concerne les notions de limite et de continuité. Il est nécessaire de le compléter par d'autres nombres, appelés nombres irrationnels. Parmi ceux-ci se trouvent des nombres incontournables en sciences comme la racine carrée de deux et π.
Une suite (xn) de nombres rationnels converge vers une limite L lorsqu'on peut rendre xn aussi proche qu'on veut de L, à condition de prendre n suffisamment grand. Une conséquence est que toute suite convergente est une suite de Cauchy : on peut obtenir deux termes xn et xm aussi proches qu'on veut, à condition de prendre m et n suffisamment grands. Mais la réciproque est fausse : toute suite de Cauchy  n'est pas convergente. Il en est ainsi de la suite définie par récurrence par la méthode de Héron :
x0 = 1
xn+1 = xn/2 +1/xn
Intuitivement, elle devrait tendre vers un nombre, mais ce nombre, la racine carrée de deux, n'est pas un nombre rationnel.
Deux suites de Cauchy sont dites équivalentes lorsque leur différence tend vers zéro. En considérant l'ensemble quotient des suites de Cauchy de nombres rationnels par cette relation d'équivalence, on construit un nouvel ensemble : l'ensemble R des nombres réels, qui possède les mêmes « bonnes propriétés » que Q (c'est un corps ordonné), mais qui, de plus, est complet : toute suite de Cauchy dans R converge.
De sa construction, plusieurs propriétés topologiques de la droite réelle peuvent être déduites :
Complétude — R est complet.
Ce qui signifie que toute suite de Cauchy de nombres réels converge vers un nombre réel.
Densité de Q dans R — Q est dense dans R.
Ce qui signifie que tout nombre réel peut être approché aussi près qu'on veut par des nombres rationnels.

### Voisinages et ouverts
La notion intuitive de limite repose sur l'intuition de « nombre suffisamment proche » d'un autre. Un voisinage d'un nombre réel x est la donnée de tous les nombres réels « suffisamment proches » de x. Formellement :
Définition de voisinage — Un voisinage d'un nombre x est une partie V de R qui contient un intervalle ouvert qui, lui-même contient x.
Définition d'ouvert — Un ouvert est une partie de R qui est un voisinage de chacun de ses points.
En particulier, tout intervalle ouvert est un ouvert. Par convention l'ensemble vide est également considéré comme un ouvert de R. Deux propriétés essentielles des ouverts sont que :
- Toute réunion d'ouverts est un ouvert ;
- Toute intersection finie d'ouverts est un ouvert.

Les notions de voisinage et d'ouvert sont fondamentales en topologie. Les propriétés topologiques de R peuvent toutes être exprimées en termes d'ouverts ou de voisinage. Ainsi, la densité de Q dans R peut-elle être rédigée ainsi :
Tout ouvert non vide de R contient au moins un nombre rationnel.
ou
Pour tout nombre réel x, tout voisinage de x contient au moins un nombre rationnel.
Le langage des voisinages permet de définir à la fois simplement et rigoureusement la notion de limite d'une suite de nombres réels, y compris lorsque cette limite est infinie. Pour cela, on parle de voisinage de l'infini :
Définition de voisinage de +∞ — Un voisinage de +∞ est une partie V de R qui contient un intervalle ouvert de la forme ]a ; +∞[, où a est un nombre réel quelconque.
Autrement dit, une propriété est vraie au voisinage de +∞ lorsqu'elle est vraie pour tous les nombres réels suffisamment grands. On définit de manière analogue les voisinages de -∞.
Définition de la limite d'une suite — A désigne un nombre réel ou +∞ ou -∞. Une suite admet A pour limite lorsque tout voisinage de A contient tous les termes de cette suite dont le rang est suffisamment grand.
Étant donnés deux réels distincts, il existe un voisinage de l'un qui ne contient pas l'autre. On dit que R est séparé. Cette propriété entraîne notamment l'unicité de la limite d'une suite.

### Fermés et compacts
Un fermé de R est le complémentaire d'un ouvert : F est un fermé si l'ensemble des nombres réels qui n'appartiennent pas à F est un ouvert. Il vient immédiatement les propriétés suivantes, duales de celles sur les ouverts :
- R est un fermé ;
- une intersection de fermés est un fermé ;
- la réunion d'une famille finie de fermés est un fermé.

Une partie A de R est dite bornée lorsqu'il existe deux nombres réels m et M tels que, pour tout x dans A, m ≤ x ≤ M.
Un recouvrement de A est une famille d'ensembles dont la réunion contient A.
Le théorème de Borel-Lebesgue indique l'équivalence entre les deux propriétés suivantes, pour toute partie K de R :
- K est fermée et bornée ;
- De tout recouvrement de K par des ouverts, on peut extraire un sous-recouvrement fini.

Cette deuxième proposition est la définition d'un ensemble compact en topologie générale, pour un espace séparé.
Intuitivement, une partie compacte de R est une partie qui ne permet pas de « fuite à l'infini ».
Les intervalles fermés sont, outre R lui-même, ceux de la forme [a ; b] ou [a ; +∞[ ou ]-∞ ; b], où a et b sont deux réels quelconques, le premier type donnant les intervalles compacts. Un intervalle de la forme [a ; b[ ou ]a ; b] n'est ni ouvert, ni fermé.
L'ensemble de Cantor est un exemple classique de compact de R. Il est défini par récurrence à partir de l'intervalle [0 ; 1], duquel on ôte le tiers central : il reste [0 ; 1/3] ∪ [2/3 ; 1], qui est fermé car union de deux fermés. De chacun de ces intervalles, on ôte le tiers central, pour obtenir [0 ; 1/9] ∪ [2/9 ; 1/3] ∪ [2/3 ; 7/9] ∪ [8/9 ; 1], puis on répète le procédé indéfiniment. L'ensemble obtenu est borné, car inclus dans [0 ; 1], et fermé car complémentaire d'un ouvert.

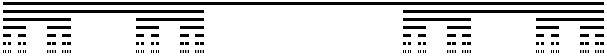
Les premières itérations de la construction de l'ensemble de Cantor.

### Intérieur, adhérence, frontière
La topologie définit rigoureusement les notions d'intérieur d'une partie A de R, qui est différente de celle d'appartenance, d'adhérence (qui regroupe tous les nombres « très proches » de A) et de frontière (qui regroupe tous les nombres situés « au bord » de A).
Par exemple, pour l'intervalle A = [0 ; 1[, les nombres 0 et 1 sont « sur les bords » de A, ils appartiennent à sa frontière (topologie). Ils sont « très proches » de A, de même que tous les nombres de A : ils appartiennent à l'adhérence de A. Le nombre 0,01 est « à l'intérieur » de A, mais pas le nombre 0, bien qu'il appartienne à A.
Nombre intérieur à une partie — Un nombre x est dit intérieur à une partie A de R lorsque A est un voisinage de x.
L'intérieur d'une partie A, noté Å, est l'ensemble constitué de tous les nombres intérieurs à A. Å est un ouvert, le plus grand ouvert contenu dans A : tout ouvert inclus dans A est inclus dans Å. Par exemple, l'intérieur de l'intervalle [0 ; 1[ est l'intervalle ]0 ; 1[.
Nombre adhérent à une partie — Un nombre x est dit adhérent à une partie A de R lorsque tout voisinage de x contient au moins un élément de A.
L' adhérence (appelée parfois fermeture) de A est constituée de tous les points adhérents à A, elle est notée Ā. Il s'agit du plus petit fermé contenant A : tout fermé contenant A contient Ā. Par exemple, l'adhérence de l'intervalle [0 ; 1[ est l'intervalle [0 ; 1].
Frontière d'une partie — La frontière d'une partie A de R est l'ensemble constitué des nombres qui sont adhérents mais non intérieurs à A.
Par exemple, la frontière de l'intervalle [0 ; 1[ est constituée des nombres 0 et 1. La frontière est un fermé.
Nombres rationnels
La propriété vue plus haut : 
Q est dense dans R
est équivalente à :
l'adhérence de Q est R.
D'autre part, l'intérieur de Q est l'ensemble vide. Cet exemple montre les limites de l'intuition en topologie : Q peut être vu comme un ensemble à la fois « très gros » (il est dense) et « très petit » (son intérieur est vide).
Suites
Si une suite converge vers un réel L, alors L appartient à l'adhérence de l'ensemble constitué par toutes les valeurs prises par la suite. Mais la réciproque n'est pas vraie : la suite définie par xn = (-1)n prend alternativement et indéfiniment les valeurs 1 et -1, qui sont deux valeurs d'adhérence de cette suite sans que celle-ci ne converge, ni vers 1, ni vers -1.